# Lina Braknytė
Lina Braknytė est une actrice soviétique puis lituanienne, née en 1952 à Vilnius (RSS de Lituanie). Elle joue, très jeune, dans plusieurs films soviétiques, de 1964 à 1972.

## Biographie
Lina Braknytė tient le premier rôle du film d'Arūnas Žebriūnas La Fille à l'écho , en 1964. Ce film remporte le prix du jury du Locarno Festival en 1965. En 1966, alors qu'elle est encore scolarisée, Alexeï Batalov la choisit parmi plusieurs centaines de candidates pour un rôle dans Les Trois Gros, adaptation d'un conte de Iouri Olecha écrit en 1924.
En 1967, la jeune actrice tient le rôle-titre dans Dubravka, film sur le passage de l'enfance à l'adolescence tiré du récit de Radi Pogodin (ru).
Ses études secondaires achevées, Lina Braknytė entre à la faculté d'histoire de l'Université de Vilnius. Diplômée, elle travaille comme bibliothécaire à l'Institut d'histoire de l'Académie des sciences de Lituanie et ne poursuit pas sa carrière cinématographique.
Lina Braknytė est mariée avec le photographe et éditeur Raimondas Paknys et a une fille prénommée Vika.

## Filmographie
- 1964 : La Fille à l'écho (Девочка и эхо) d'Arūnas Žebriūnas : Vika
- 1965 : Dvoe (Двое) de Mikhaïl Boguine
- 1966 : Les trois gros (Три толстяка) d'Alexeï Batalov : Souok
- 1967 : Dubravka (Дубравка) de Radomir Vassilevski (ru) : Dubravka
- 1971 : More nashey nadezhdy (Море нашей надежды) : Tania
- 1972 : Le dernier fort (Последний форт) de Vasile Breskanu : Kristine